# Valerie Grey-Stipek
Valerie Grey-Stipek (* 10. Februar 1845 in Pest; † 20. Februar 1934 in Wien) war eine österreichische Schauspielerin und Schriftstellerin. Mit dem Grey-Theater unterhielt sie in Wien ein eigenes Theater und eine Schauspielschule. Sie war die erste Person, die Sprechunterricht erteilte.

## Leben
Grey-Stipek feierte schon früh Bühnenerfolge in ihrer Geburtsstadt, ging später nach Deutschland und wurde auch im Deutschen Theater in Sankt Petersburg gefeiert. 1880 gründete sie in Wien ihr eigenes Theater, das sich in einem Zubau zum Palais Wertheim im 1. Bezirk befand. Dort gab sie auch Schauspiel- und Sprechunterricht. Unter anderem waren Burgschauspieler Josef Kainz und der Politiker Karl Lueger bei ihr in Sprechausbildung.
Valerie Grey-Stipek war auch schriftstellerisch tätig, jedoch mit wenig Erfolg. Ihr Drama Der Schlierach Lois wurde 1906 aufgeführt. 
Grey-Stipek starb 89-jährig in Wien.